# Galidia elegans
Galidie élégante, Mangouste à queue annelée
Genre
Espèce
Statut de conservation UICN

 LC  : Préoccupation mineure
La Galidie élégante (Galidia elegans) ou Mangouste à queue annelée, unique représentant du genre Galidia, est un petit carnivore appartenant à la famille des Eupléridés.

## Description
Elle mesure jusqu'à 40 cm de long sans la queue, celle-ci, grosse et rayée rouge et noir,  mesure à elle seule plus de 30 cm. Elle pèse jusqu'à 7 kg.

## Répartition
Cette espèce est endémique de Madagascar comme toutes les espèces d’Eupléridés.

## Comportement
Même si l'animal est agile, il est principalement terrestre. Grégaire, il forme des groupes jusqu'à cinq individus autour d'un couple.

## Population et conservation
Les populations de cette galidie souffrent de la réduction de son habitat traditionnel : ses effectifs ont baissé de 20 % en 10 ans. Elles souffrent également de la compétition avec la Petite civette indienne qui a été introduite à Madagascar, mais aussi les chats sauvages et les chiens.